# رودا (شهرستان بیاوستوک)
رودا (به لهستانی:  Ruda) یک روستا در لهستان است که در گمینا گرودک واقع شده‌است.